# 7公主 (韓國)
7公主由韓國Yes Entertainment於2004年推出女子音樂組合，同時也是韓國史上平均成員年齡最小的團體（平均7.8歲；最小6歲，最大10歲）。由7名成員組成，成員為吳仁英、黃世熙、李憐惟、金聖玲、權高恩、黃智佑、朴宥琳。

## 團體資料
當時是憑藉手機兒童錄音鈴聲的熱潮而出道，因此當時名稱為彩鈴寶貝（Colouring Baby，컬러링 베이비），後來才改名為7公主。

## 選拔標準
- 身高150公分以下
- 年齡10歲以下

（競爭率約為150人取1人）

## 成員列表
| 解散前成員                  | 解散前成員 | 解散前成員             | 解散前成員   | 解散前成員 |
| 姓名                        | 姓名       | 出生日期（年齡）及地點 | 綽號         | 備註 |
| 名稱                        | 韓文       | 出生日期（年齡）及地點 | 綽號         | 備註 |
| --------------------------- | ---------- | ---------------------- | ------------ | --- |
| 吳仁英                      | 오인영     | 1995年1月5日 ·         | 天使音色     | 7公主的隊長（1-3期成員） 韓國西江大學畢業， 錄取進入英國BBC電視台擔任記者。                                             |
| 黃世熙                      | 황세희     | 1995年6月16日 ·        | 舞蹈神童     | 1-3期成員 韓國慶熙大學戲劇電影學系（在學） 京畿道教育廳舞蹈導演 7公主成員黃智佑的大姊                                   |
| 權高恩                      | 권고은     | 1997年11月23日 ·       | 活潑開朗     | 2-3期成員 韓國京畿大學表演學系（在學2年級）                                                                             |
| 黃智佑                      | 황지우     | 1998年1月28日 ·        | 假小子       | 2-4期成員 韓國龍仁大學話劇學系（在學2年級） 7公主成員黃世熙的二妹                                                       |
| 李憐惟 （有些翻譯為李英幼） | 이영유     | 1998年7月10日 ·        | 古靈精怪     | 1-2期成員 韓國同德女子大學新生 本團解散後獨自轉往Keyeast娛樂，發表個人專輯 2016年轉往Woollim娛樂 2017年前往《偶像學校》 |
| 金聖玲                      | 김성령     | 1998年11月30日 ·       | 芭比玩偶     | 1-4期成員 韓國同德女子大學廣播演藝學系（在學2年級）                                                                     |
| 朴宥琳                      | 박유림     | 1999年8月15日 ·        | 可愛精靈老么 | 2期成員 KAIST新生 2014年記者曾採訪其夢想，本人表示想當化學家。                                                          |
| 過往成員                    |            |                        |              | |
| 姓名                        | 姓名       | 出生日期（年齡）及地點 | 綽號         | 備註 |
| 名稱                        | 韓文       | 出生日期（年齡）及地點 | 綽號         | 備註 |
| 吉允序                      | 길윤서     | 1996年（23歲） ·       |              | 1期成員 |
| 朴銀頌                      | 박은송     | 1998年8月3日 ·         |              | 1期成員 山本中學（산본중학교）畢業                                                                                      |
| 郑慧媛                      | 정혜원     | 1998年（21歲） ·       |              | 1期成員 |
| 李素瑛                      | 이소영     | 1997年10月16日 ·       |              | 3-4期成員 淑明女子大學                                                                                                  |
| 李承熙                      | 이승희     | 1998年3月23日 ·        |              | 3-4期成員 韓林演藝藝術高等學校畢業                                                                                      |
| 沈在英                      | 심재영     | 1996年4月24日 ·        |              | 4期成員 2007年出演KBS電視劇《最强妈妈》。 安陽藝術中學戲劇電影科。                                                      |
| 金武伊                      | 김무이     | 1996年12月25日 ·       |              | 4期成員 培花女子大學戲劇與電影學系 現為女團GP Basic成員。                                                               |
| 金銀書                      | 김은서     | 1999年8月29日 ·        |              | 4期成員 曾與MOMOLAND成員Nancy等人，組成女團「Cutie Pies」， 參加韓國達人秀                                              |

### 成員變遷表
| 成員   | 第一期 | 第二期 | 第三期 | 第四期 |
| ------ | ------ | ------ | ------ | ------ |
| 吳仁英 |        |        |        |        |
| 黃世熙 |        |        |        |        |
| 吉允序 |        |        |        |        |
| 朴銀頌 |        |        |        |        |
| 鄭慧媛 |        |        |        |        |
| 李憐惟 |        |        |        |        |
| 金聖玲 |        |        |        |        |
| 朴宥琳 |        |        |        |        |
| 權高恩 |        |        |        |        |
| 黃智佑 |        |        |        |        |
| 李素瑛 |        |        |        |        |
| 李承熙 |        |        |        |        |
| 沈在英 |        |        |        |        |
| 金武伊 |        |        |        |        |
| 金銀書 |        |        |        |        |

## 團體經歷

### 2004年
11月25日，發行第一張正規專輯《겨울... 봄, 여름, 가을》出道。

### 2005年
6月11日，發行第一張特別專輯《상상의 마법 7공주 율동나라》。
12月6日，發行第二張正規專輯《Princess Diary》。

### 2006年
3月17日，發行單曲《아자아자 화이팅》。

### 2009年
10月1日，發行第二張特別專輯《OST Remember》。
2009年解散，解散的原因為學業。

## 音樂作品

### 單曲
| 單曲 | 單曲資料                                                   | 曲目                                    |
| 1st  | 《아자아자 화이팅》 - 發行日期：2006年3月17日 - 語言：韓語 | 曲目 1. 대한민국 화이팅 쏭 2. 월드컵 쏭 |

### 正規專輯
| 專輯 | 專輯資料                                                                    | 曲目 |
| 1st  | 《겨울... 봄, 여름, 가을》 - 發行日期：2004年11月25日 - 語言：韓語 - 銷量： | 曲目 1. Love Song 2. 12월의 기도（12月的祈祷）feat.郑晋焕 3. 캐롤 선물상자（carrol礼物盒） 4. 주문을 걸어（命令他走） 5. 봄 하루（春天的一天） 6. Sweet Heart 7. 사랑의 마법（爱情魔法）（吳仁英獨唱） 8. 슬픈연가（悲伤恋歌） 9. 바다（大海） 10. 잠자는 숲속 공주의 슬픈 사랑 이야기（睡着的森林公主的悲伤爱情故事）（吳仁英獨唱） 11. 가을 소나타（秋天鸣奏曲）（吳仁英獨唱） 12. 천사에게（给天使）（吳仁英獨唱） 13. 아름다운 세상（美麗的世界） |
| 2nd  | 《Princess Diary》 - 發行日期：2005年12月6日 - 語言：韓語 - 銷量：          | 曲目 1. 소중한 사람（重要的人） 2. 해피크리스마스（圣诞快乐） 3. 엄마의 나무（妈妈的树）（吳仁英獨唱） 4. 첫사랑（初恋） 5. 하하호호（哈哈呵呵） 6. 혼자만의 여행（自己的旅行）（吳仁英獨唱） 7. 고백하는 날（告别的日子） 8. 놀러와（来玩）（吳仁英獨唱） 9. 사랑（爱情） 10. 가족（家族） 11. 우유쏭（牛奶歌） 12. 축하합니다（恭喜你） |

### 特別專輯
| 專輯 | 專輯資料                                                                       | 曲目 |
| 1st  | 《상상의 마법 7공주 율동나라》 - 發行日期：2005年6月11日 - 語言：韓語 - 銷量： | 曲目 1. 흔들흔들쏭 2. 그대로 멈춰라 3. 누가누가 잠자나 4. 쥐가 백 마리 5. 아기 다람쥐 또미 6. 텔레폰 7. 코끼리와 거미줄 8. 통통통 9. 훌랄라폴카 10. 나는 숲속의 음악가 11. 샌드위치 만들기 12. 토마토 13. 호키포키 14. 안마를 합시다 15. 곰들의 춤 16. 세계율동메들리 17. 우유쏭 |
| 2nd  | 《OST Remember》 - 發行日期：2009年10月1日 - 語言：韓語 - 銷量：               | 曲目 1. 쿨하게 Remastering (韓劇「保鑣」主題曲) 2. 단심가 Remastering (韓劇茶母 (電視劇)主題曲) 3. 묻어버린 아픔 Remastering (韓劇「男人的香氣」主題曲) 4. 여정 Remastering (韓劇「南邊的太陽」主題曲) 5. 너에게 난 나에게 넌 Remastering (電影緣起不滅主題曲)                   |

## 電視節目
- 當時因各電視台有出演年齡限制，而無法參與音放節目或歌謠節目。

| 年份   | 日期   | 電視台 | 節目名稱                    | 內容或集數   | 備註                              |
| ------ | ------ | ------ | --------------------------- | ------------ | --------------------------------- |
| 2018年 | 3月3日 | JTBC   | Two Yoo Project - Sugar Man | 第二季第七集 | 演唱《Love Song》、《珍貴的人》。 |

## 代言大使
- 2005年全國男女童公共關係大使[11]。
- 2005奶業促進協會牛奶促銷大使。
- 2006年韓國福利基金會公共關係大使。

## 外部連結
- 7公主的官方網站 （页面存档备份，存于）
- 7公主的官方cafe （页面存档备份，存于） 
- 7公主的Cyworld （页面存档备份，存于） 

### 個人公開社交網站（SNS）
| - 吳仁英的Facebook專頁 - 吳仁英的Instagram帳戶 - 李憐惟的Facebook專頁 - 李憐惟的Instagram帳戶 - 李憐惟的Cyworld （页面存档备份，存于） - 金聖玲的Facebook - 金聖玲的Instagram帳戶 | - 黃世熙的Facebook專頁 - 黃世熙的Instagram帳戶 - 黃智佑的Facebook （页面存档备份，存于） - 朴宥琳的Facebook專頁 - 朴宥琳的Instagram帳戶 - 朴宥琳的Naver blog （页面存档备份，存于） - 權高恩的Facebook - 權高恩的Instagram帳戶 |